# Le Roi du maquillage
Le Roi du maquillage, també comercialitzada com The King of the Mackerel Fishers i Les Moustaches indomptables, és un curtmetratge mut francès de 1904 dirigida per Georges Méliès. La pel·lícula és una mostra del mateix Méliès, dibuixant esbossos ràpids de diversos personatges i transformant-se màgicament en ells.

## Trama
Georges Méliès, després de saludar el públic, fa un esbós a pissarra ràpida del seu cap, però afegint-hi una llarga perruca medieval. Fent una postura, una perruca que coincideix amb el dibuix apareix màgicament al seu cap calb. A continuació, Méliès dibuixa un home gran i amb molta barba, i després un cavaller monoclet amb patilles, que es transforma màgicament en cada personatge. Escrivint "comic excentric" (una frase francesa per a un còmic excèntric) a la pissarra, després es converteix en un pallasso, després un barret naval en un bicorn. Finalment es transforma en el Diable i desapareix en l'aire.

## Producció
Inusualment per a l'obra de Méliès, Le Roi du maquillage està emmarcat completament en un pla mitjà. La pel·lícula testimonia l'habilitat de Méliès per dibuixar ràpidament; ja havia utilitzat aquesta habilitat a la sèrie Dessinateur, que ara es presumeix perdut. Els efectes especials de la pel·lícula depenen dels escamoteigs i fosa, així com dels talents de Méliès per dibuixar, maquillar i interpretar personatges.

## Estrena
La pel·lícula va ser estrenada per la Star Film Company de Méliès i està numerada del 552 al 553 als seus catàlegs. Es va vendre als Estats Units com a The Untamable Whiskers i a Gran Bretanya com a The King of the Mackerel Fishers,i també és conegut com Les Moustaches indomptables. El crític de cinema William B. Parrill, que feia una ressenya del cinema mut europeu dels anys 2010, va considerar que la pel·lícula mostrava Méliès "en bona forma. El seu entusiasme per la seva sèrie de transformacions còmiques és gairebé palpable."